# Milpitas, California
Milpitas / mɪlˈpiːtəs / là một thành phố ở quận Santa Clara, California. Nó giáp với San Jose về phía nam và Fremont về phía bắc, ở cuối phía đông của Đại lộ 237 của tiểu bang. Với Quận Alameda giáp biên giới trực tiếp về phía bắc, Milpitas nằm ở phần cực bắc của Vịnh phía Nam, giáp với Vịnh phía Đông và Fremont. Milpitas cũng nằm trong Thung lũng Silicon. Trụ sở công ty của Maxtor, Tập đoàn LSI, Adaptec, Intersil, FireEye, Viavi và Lumentum (trước đây là JDSU), KLA-Tencor, SanDisk và View, Inc. đều nằm trong các khu công nghiệp của Milpitas. Flex và Cisco cũng có văn phòng tại Milpitas. Dân số nơi đây là 66.790 trong cuộc điều tra dân số năm 2010.

## Địa lý

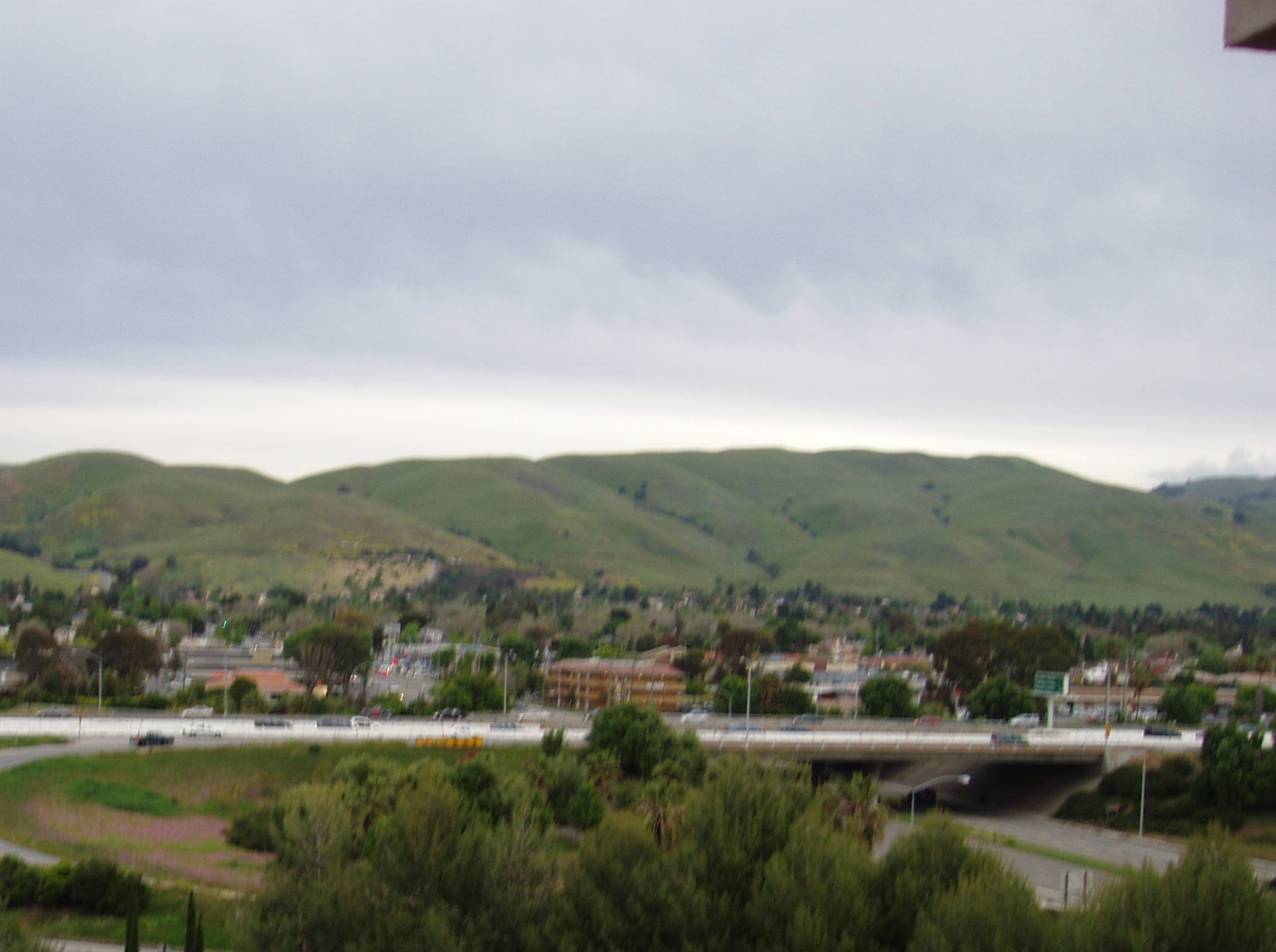
Chân đồi phía đông nam của Milpitas

Milpitas nằm ở 37 ° 26′5 ″ N 121 ° 53′42 ″ W (37.434586, -121.895059). Milpitas nằm ở góc đông bắc của Thung lũng Santa Clara, phía nam San Francisco. Milpitas thường được coi là một vùng ngoại ô San Jose ở Vịnh phía Nam, một thuật ngữ được sử dụng để biểu thị phần phía nam của Vùng Vịnh San Francisco.
Theo Cục điều tra dân số Hoa Kỳ, thành phố có tổng diện tích 13,6 dặm vuông (35,3 km2). 13,6 dặm vuông (35,2 km2) của nó là đất và 0,050  dặm vuông (0,13 km2) của nó (0,36%) là nước.
Độ cao trung bình của Milpitas là 19 feet (6 m). Tại Đường Piedmont, Đường Evans, và Đại lộ phía Bắc Victoria, độ cao thường là khoảng 100 feet (30 m), trong khi khu vực phía tây gần như ở mực nước biển. Điểm cao nhất ở Milpitas là đỉnh cao 1.89m (393 m) ở chân đồi phía đông nam.

## Dân số

### 2010
Cuộc Điều tra Dân số Hoa Kỳ năm 2010 báo cáo rằng Milpitas có dân số vào khoảng 66.790 người. Mật độ dân số là 4.896,5 người trên một dặm vuông (1.890,6 / km²). Tỷ lệ chủng tộc của Milpitas là 13,725 (20,5%) người da Trắng, 1,969 (2,9%) người Mỹ gốc Phi, 309 (0,5%) người Mỹ bản xứ, 41,536 (62,2%) người Châu Á, 346 (0,5%) người từ Đảo Thái Bình Dương, 5,811 (8,7%) từ các chủng tộc khác, và 3.094 (4.6%) từ hai hoặc nhiều chủng tộc. Người gốc Tây Ban Nha hoặc La tinh của bất kỳ chủng tộc nào là 11.240 người (16,8%).Có 19.184 hộ gia đình, trong đó có 8.616 (44,9%) có con dưới 18 tuổi sống chung với bố mẹ, 12,231 (63,8%) là cặp vợ chồng kết hôn với nhau, 2,279 (11,9%) là phụ nữ độc thân, 1.105 (5,8%) là nam giới độc thân. Có 760 (4,0%) người sống một mình, chưa kết hôn, và 100 (0,5%) các cặp vợ chồng chung sống với nhau. 2.470 hộ gia đình (12,9%) được tạo thành từ các cá nhân và 742 (3,9%) có người sống một mình 65 tuổi trở lên. Quy mô hộ trung bình là 3,34. Có 15.615 hộ (81,4% tổng số hộ); quy mô gia đình trung bình là 3,61.
Mật độ dân số được trải rộng với 15.303 người (22,9%) dưới 18 tuổi, 5,887 người (8,8%) tuổi từ 18 đến 24, 21.827 người (32,7%) tuổi từ 25 đến 44, 17.434 người (26,1%) tuổi từ 45 đến 64 và 6.339 người (9,5%) từ 65 tuổi trở lên. Độ tuổi trung bình là 36,1 tuổi. Cứ 100 nữ giới thì có 104,5 nam giới. Cứ 100 nữ từ 18 tuổi trở lên, có 104,6 nam giới.
Có 19.806 đơn vị nhà ở với mật độ trung bình 1.452,0 mỗi dặm vuông (560,6 / km²), trong đó 12,825 (66,9%) là chủ sở hữu sinh sống và 6,359 (33,1%) đã bị người thuê nhà sở hữu. Tỷ lệ nhà ở không có chủ là 1,2%; tỷ lệ trống cho thuê là 3,1%. 42.501 người (63,6% dân số) sống trong các đơn vị nhà ở do chủ sở hữu sinh sống và 21.591 người (32,3%) sống trong các đơn vị nhà ở cho thuê.

### 2000
Theo điều tra dân số năm 2000, Milpitas có 62.698 người, 17.132 hộ gia đình và 13.996 gia đình sống trong thành phố. Mật độ dân số là 1.785,2 / km² (4.622,9 / dặm vuông). Có 17.364 đơn vị nhà ở với mật độ trung bình là 494,4 / km² (1.280,3 / dặm vuông). Tỷ lệ chủng tộc của thành phố là 51,81% người châu Á, 30,87% người da trắng, 3,66% người Mỹ gốc Phi, 0,62% người Mỹ bản địa, 0,63% người dân Thái Bình Dương, 7,48% từ các chủng tộc khác và 4,94% từ hai hoặc nhiều chủng tộc. Tây Ban Nha hoặc La tinh của bất kỳ chủng tộc nào chiếm 16,61% dân số.
Có 17.132 hộ, trong đó 43,0% có trẻ em dưới 18 tuổi sống chung với gia đình, 65,1% là cặp vợ chồng chung sống với nhau, 10,9% chủ hộ nữ đơn thân và 18,3% là người sống một mình. 11,5% hộ gia đình được tạo thành từ các cá nhân và 2,9% có người sống một mình từ 65 tuổi trở lên. Quy mô hộ trung bình là 3,47 và quy mô trung bình của gia đình là 3,72.
Trong thành phố, dân số tăng lên với 24,6% người dưới 18 tuổi, 9,5% người  từ 18 đến 24, 38,0% người từ 25 đến 44, 20,9% người từ 45 đến 64, và 7,0% người từ 65 tuổi trở lên. Độ tuổi trung bình là 33 tuổi. Cứ 100 nữ giới thì có 110,8 nam giới. Cứ 100 nữ từ 18 tuổi trở lên, có 111,4 nam giới.
Thu nhập trung bình cho một hộ gia đình trong thành phố là $ 84,429, và thu nhập trung bình cho một gia đình là $ 84,827 (những con số này đã tăng lên $ 85,186 và $ 91,232 tương ứng với những ước tính năm 2007). Nam giới có thu nhập trung bình là $ 51,316 so với $ 36,681 đối với nữ giới. Thu nhập bình quân đầu người của thành phố là $ 27,823. Khoảng 3,3% gia đình và 5,0% dân số sống dưới mức nghèo khổ, trong đó có 5,5% những người dưới 18 tuổi và 6,4% những người 65 tuổi trở lên.
So với các vùng nông thôn của California, sống ở Milpitas đắt đỏ hơn, vì nó thuộc Thung lũng Silicon. So với các dịch vụ cho thuê nhà ở hay khách sạn ở các Vịnh phía Nam khác, Milpitas được coi là nơi có giá cả phải chăng. Ví dụ, một ngôi nhà cho một gia đình chỉ sống tạm thời với diện tích 1.300 foot vuông (140 m²) được bán với giá từ $ 600,000 đến $ 700,000 trong thành phố. Những mức giá này hơi hợp lý hơn so với phần còn lại của Khu vực Vịnh San Francisco, vì một ngôi nhà có kích thước tương tự có thể tốn hơn một triệu đô la ở các thành phố giàu có hơn như Palo Alto, Cupertino hoặc Saratoga. Lý do cho các nhà ở đắt tiền trong khu vực Vịnh phía Nam bao gồm các ngành công nghiệp công nghệ cao trong khu vực, khí hậu ôn hòa, đầu tư nước ngoài mạnh mẽ cho nhà ở ở bờ biển phía Tây. Tuy nhiên, với sự sụt giảm của thị trường nhà ở, giá bán trung bình tại Milpitas đã giảm từ gần 700.000 xuống dưới 500.000 đô la và giấy phép xây dựng nhà ở cho một gia đình mới đã giảm từ mức giá trung bình năm 2004 là 949.900 đô la xuống 269.400 đô la trong năm 2007.